# Antonia María de Oviedo y Schönthal
Antonia María de Oviedo y Schönthal, conocida también como Madre Antonia (Lausana, 16 de marzo de 1822 - Ciempozuelos, 28 de febrero de 1898) fue la fundadora, junto a José María Benito Serra, de la Congregación de las Hermanas Oblatas del Santísimo Redentor. La Iglesia católica le concedió el título de Venerable el 7 de julio de 1962.

## Biografía
Antonia María de Oviedo y Schönthal nace en Lausana el 16 de marzo de 1822. Es hija de Antonio de Oviedo, español, y de Susana Schönthal, suiza.
Muy pronto muere su padre y su madre asume toda la responsabilidad de la educación de Antonia María, basada en una educación esmerada y cuidada en todas las dimensiones de la persona. Más tarde se trasladó a un colegio a Friburgo que gozaba de un extraordinario prestigio tanto por la bondad del personal como de su competencia profesional.
A los dieciséis años y con el visto bueno de sus profesoras, que la consideran notablemente preparada para ejercer de institutriz, viaja a Ginebra como educadora de Rosalía Caro Álvarez de Toledo, primogénita de los Marqueses de la Romana. Con esta familia viajó a Milán y Florencia.
Después regresaría a Friburgo, donde abre un pensionado y lograría una excelente reputación como pedagoga. Por los avatares de la guerra tiene que proceder a su cierre. En 1848, con veinticinco años llega a España a través del embajador residente en Berna. Le proponen ser la institutriz de las hijas de la Reina María Cristina de Borbón habidas en su matrimonio con el Duque de Riansares. Terminada su tarea educativa con el casamiento de la más pequeña en 1860, fija su residencia en Roma durante tres años.

## Vocación de escritora
Desde niña siempre tuvo inquietud por el estudio, la investigación y los libros. Entre 1836 y 1855 aproximadamente desarrolla su faceta literaria y escribe poesías, diálogos y comedias, escritos históricos y de viaje, relatos marinos, de temas eucarísticos, eclesiales y misioneros, novelas y textos autobiográficos.

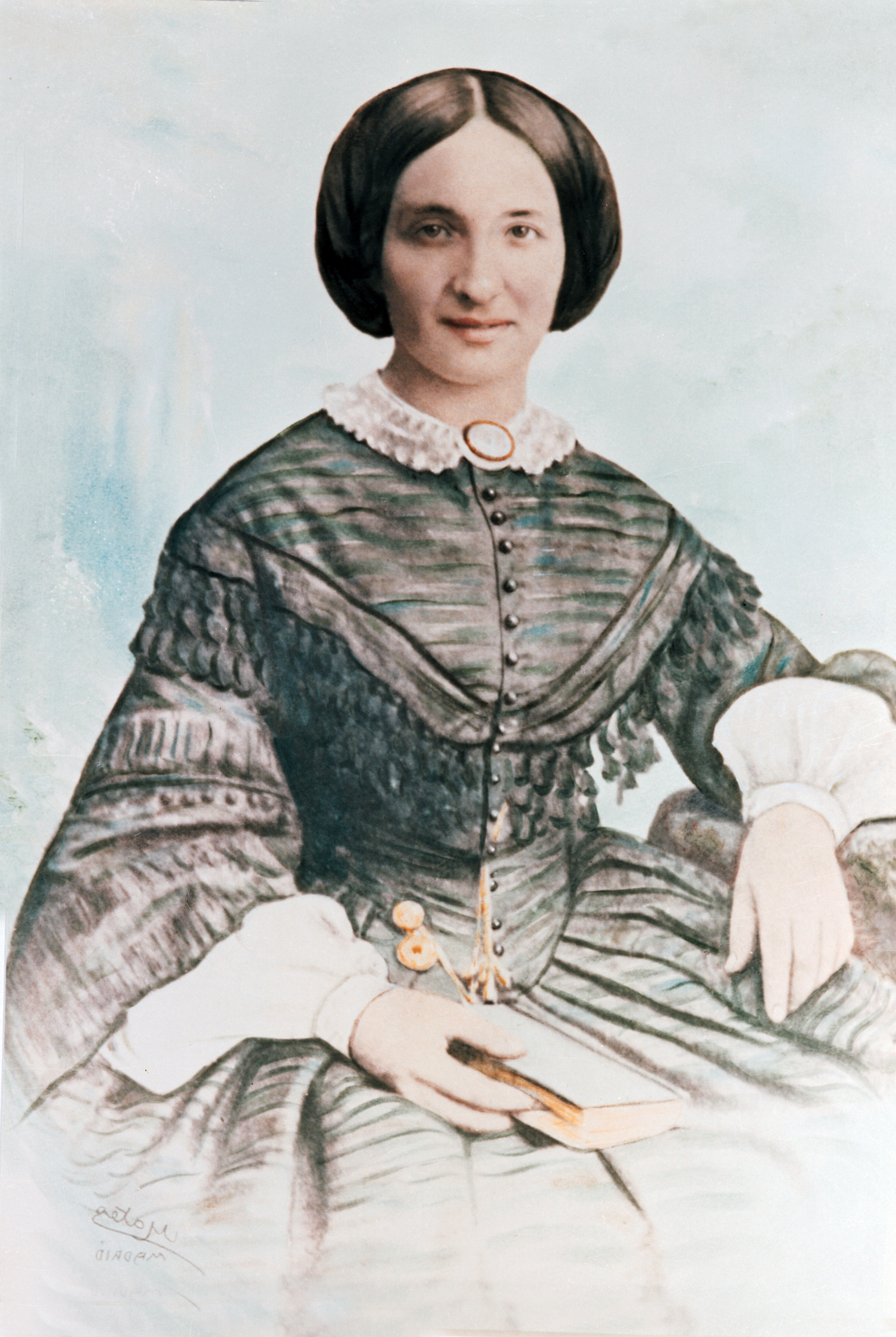
Antonia Mª de Oviedo en su juventud, antes de tomar los hábitos religiosos

#### Poesías
• Felicitaciones y Acrósticos (Friburgo, 1836-1851)

• Coplas (Lausana, 1844)

• Espirituales: A la cruz (Madrid, 1850), Amén (Ciempozuelos, 1896)

• Valores humanos: El refugio de la felicidad (Madrid, 1852), Su nombre (Roma, 1861)

#### Diálogos y comedias
• Para una distribución de premios (Friburgo, 1845)

• Adiós (Madrid, 1849)

• La fiesta o El espejo mágico (Madrid, 1850)

#### Escritos históricos y de viajes
• Recuerdos de Londres (Londres, 1853)

• Una excursión a Toledo (Aranjuez, 1853)

• El banco del Emperador (Aranjuez, 1853)

• Suiza al borde del lago (Suiza, 1853)

• Una visita a Rueil (La Malmaison, 1855)

• Recuerdos de Suiza (Suiza, 1857-58)

• Recuerdos y cuadros (La Malmaison, 1857)

#### Temas marianos
• Un sueño (Friburgo, 1847)

• La Inmaculada Concepción (La Malmaison, 1854)

• Nuevo mes de María (La Malmaison, 1855)

• La Asunción (La Malmaison, 1857)

• Las maravillas del siglo XIX (Madrid, 1885)

#### Temas eucarísticos
• Mes del Santísimo Sacramento (La Malmaison, 1855)

• Fiesta del Corpus en Rueil (La Malmaison, 1855)

#### Temas eclesiales-misioneros
• La fiesta de los Reyes en el Colegio de Propaganda (Roma, 1858)

• Vidimus stellam (Roma, 1861)

• Fiesta de Navidad en Roma (Roma, 1860)

• Escritos diversos sobre Roma (Roma, 1861)

• El Misionero (Roma, 1862)

• El campo de Aníbal y el Concilio general de 1869 (Ciempozuelos, 1869)

• Carta al papa (Madrid, 1868 y 1871)

#### Novelas
• El Rosal de Magdalena (La Malmaison, 1858)

• Aurelio... (Roma, 1859)

#### Autobiográficos
• Regla de vida (Friburgo, 1838)

• Historia de una conciencia (Bagnères de Bigorre, 1854)

• Un recuerdo de dicha (Parías, 1855)

## Misión y carisma
En Roma se entrega totalmente al estudio y la escritura, en Propaganda Fide y en obras misionales de la Santa Sede. Aquí coincide dos años con José María Benito Serra, obispo de Daulia, quien se convertiría en su director espiritual. En 1863 viaja a España para visitar a su familia paterna y coincide nuevamente con Monseñor Serra, quien, entre sus actividades pastorales, visita y atiende a las enfermas del Hospital de San Juan de Dios, situado en la Calle de Atocha (Madrid). 
Se conmueve al comprobar la suerte que les esperaba a las mujeres que ejercían prostitución cuando les dieran el alta. Por ello, solicita la ayuda de Antonia para crear una casa de acogida donde encontraran afecto y pudieran rehabilitarse. Vencidas las resistencias iniciales de Antonia, juntos abren el 1 de junio de 1864 el Asilo de Nuestra Señora del Consuelo en Ciempozuelos (Madrid) llamándose así en honor a la Virgen, patrona del lugar. 
Seis años de afanes, ensayos y pruebas concluyen en 1870 con el inicio de una nueva congregación en la Iglesia: Oblatas del Santísimo Redentor. En este momento, la fundadora cambia su nombre a Antonia María de la Misericordia.
A partir de ese momento, la madre Antonia de la Misericordia se dedicó íntegramente a la promoción del nuevo instituto; las primeras casas abiertas fueron las de Vitoria y Benicasim (Castellón) en 1876, la de Alacuás (Valencia) en 1878, y la de Tortosa (Cataluña) en 1880. En 1881 la nueva Congregación recibió la aprobación de la Curia romana, lo que permitió a la madre Antonia emitir sus votos perpetuos el 24 de junio de ese mismo año. La aprobación definitiva fue decretada por León XIII el 19 de mayo de 1895. En vida de la fundadora se abrieron, además de las ya citadas, las casas de Zaragoza, Santander, Valladolid, Tarragona, Murcia, Godella (Valencia), Santiago de Compostela, San Sebastián, Alicante, Madrid, Jerez de la Frontera y Barcelona.
A punto de cumplir 76 años, 34 dedicados al acompañamiento a las mujeres víctimas de prostitución, termina su andadura por la vida la madrugada del 28 de febrero de 1898 en Ciempozuelos, en la casa Madre de la Congregación en cuya Capilla de la Casa de Espiritualidad fueron depositados sus restos mortales y descansan hasta el día de hoy.

## Correspondencia con la reina Isabel II
El 16 de octubre de 1871 la Reina Isabel II de Borbón escribió una carta a Antonia, solicitándole que se convirtiera en la educadora de sus tres hijas, dado su deseo de regularizar la enseñanza de las infantas. Ésta respondió a la misiva diciendo que no sería posible, pues recientemente, el 2 de febrero de 1870, había fundado junto al Padre José María Benito Serra la Congregación de las Hermanas Oblatas del Santísimo Redentor en el Asilo Nuestra Señora del Consuelo, en Ciempozuelos. A pesar de la negativa, ambas mantuvieron la amistad mediante una cuidada correspondencia durante años. Algunas de estas cartas se recogen en Una toca entre Coronas, escrito por Dionisio de Felipe, RP Redentorista.

## Venerable
Tras su fallecimiento arraiga la fama de santidad que acompañaba a Antonia cuando vivía, difundiéndose y propagándose el testimonio de las gracias y favores que Dios concede por su intercesión.
El proceso de beatificación se inició en Madrid con un proceso informativo que se inició el 23 de noviembre de 1927 y concluyó en 1932. Sus escritos recibieron la aprobación de los teólogos el 2 de agosto de 1942 quienes consideraron que estaban en consonancia con la magisterio de la fe cristiana. La presentación formal de la causa se produjo el 1 de febrero de 1948, bajo el Papa Pío XII el cual le otorgó el título de Sierva de Dios.
En 1952 se realizó un proceso apostólico para continuar la labor del proceso informativo mientras que los dos procesos recibieron la validación de funcionarios de la Sagrada Congregación de Ritos el 11 de marzo de 1955; esto les permitiría iniciar su propia línea de investigación sobre los méritos de la causa.
Fue proclamada Venerable el 7 de julio de 1962 por el Papa Juan XXIII al confirmarse que la religiosa había vivido una vida modelo de virtud heroica.
El milagro requerido para su beatificación fue investigado en España y recibió la validación de la Congregación para las Causas de los Santos el 26 de abril de 1991. La junta médica con sede en Roma aprobó el milagro el 24 de octubre de 2002 mientras que los teólogos lo aprobaron el 15 de abril de 2005; la CCS concedió su aprobación definitiva el 6 de diciembre de 2005. El milagro ahora requiere la aprobación papal para que se lleve a cabo la beatificación.

## Película:“Si todas las puertas se cierran”
“Si todas las puertas se cierran” cuenta la historia de tres mujeres, separadas aparentemente en el tiempo y en el espacio, pero que acaban confluyendo en su proceso por encontrase a sí mismas. Las tres tendrán que escuchar una llamada interior que les exige enfrentarse a sus miedos y ser las verdaderas protagonistas de su vida, abriendo caminos nuevos de transformación y liberación.
Una de ellas, como no, es la Madre Fundadora, Antonia María de Oviedo y Schönthal (1822-1898). La película trata de centrarse en las partes más significativas de su vida, muchas de ellas narrada por ella misma, con “flashback” o “salto atrás”. Serán sus encuentros con el Padre José María Benito Serra y su incesante búsqueda por la verdad y su misión personal, lo que marcará un antes y un después en su proceso vital tomando la decisión de entregar su vida al cuidado de las mujeres que ejercen la prostitución.
Las otras dos protagonistas son personajes de la actualidad: Rebeca, de 25 años, y Sharik de 27. Rebeca vive en Madrid y trabaja como maestra en un colegio concertado mientras está estudiando las oposiciones para asegurarse una plaza fija. Lleva unos años con su pareja, Enrique, pero ella no se siente aún motivada para comprometerse con él y darle más estabilidad a su relación. En su trabajo observa y se preocupa por sus alumnos y eso le lleva a involucrase en la vida de las familias, más allá, del colegio. Es lo que le pasa con Alika, una alumna de 6 años de madre africana, que le conduce a un mundo desconocido para ella: el de la Prostitución y la Trata de Personas. El encuentro con esa triste realidad le despierta preguntas que nunca se había hecho antes y el replantearse el rumbo de su vida.
Sharik, siendo apenas una adolescente, es vendida por su padre a un hombre mucho mayor que ella. La trasladan a España para prostituirla y como una mercancía es abusada por muchos hombres. Embarazada de su proxeneta recibe un trato más favorable por parte de éste sacándola de la calle y poniéndola a servir copas en su club.
Pero la vida de esta nigeriana, está llena de oscuridad y desasosiego. Será su hija y el deseo de transformar su triste realidad, el motor que le da fuerzas y determinación para convertirse en la mujer valiente e independiente que desea ser. Su encuentro con Rebeca, la maestra de su hija y posteriormente, con la Congregación de Hermanas Oblatas, le dan la llave para emprender ese nuevo camino de empoderamiento.